# Valmy (schip, 1892)

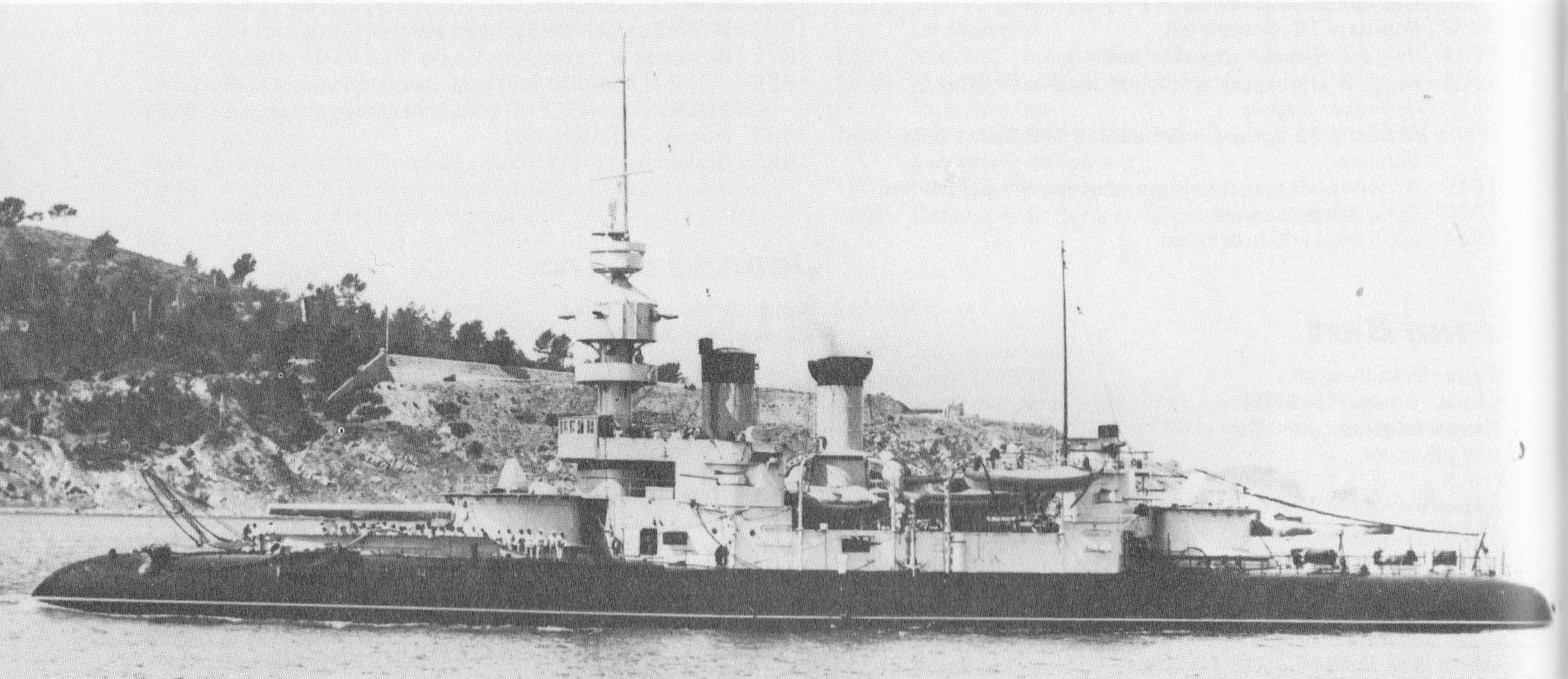
De Jemmapes, het zusterschip van de Valmy

De Valmy was een Franse kruiser die in 1892 te water werd gelaten en tussen 1895 en 1910 dienst deed in de Franse marine. Hij werd in 1911 verschroot. De Valmy-klasse van kruisers werd naar dit schip genoemd. Oorspronkelijk was het de bedoeling vier schepen van dit type te bouwen, maar enkel een andere kruiser van dit type, de Jemmapes, werd gebouwd. De andere schepen zouden Bouvines en Tréhouart genoemd worden.
De Valmy werd ontworpen door M. de Bussy, inspecteur-generaal van de marine, en op 6 oktober 1892 te water gelaten in Saint-Nazaire.

## Kenmerken
Het stoomschip was 86,5 meter lang, 17,5 meter breed en had een diepgang van 6,96 meter. De Valmy had een waterverplaatsing van 6.591 ton en met twee schroeven haalde hij een topsnelheid van 17 knopen. Het stalen schip had een bepantsering van 46 cm voor de romp en van 12 cm voor de brug. 
Als bewapening had de kruiser twee kanonnen van 34 cm, acht snelvuurkanonnen, tien kleine revolverkanonnen en vier lanceerbuizen voor torpedo's. 